# Columbus Before the Queen
Columbus Before the Queen, auch König Ferdinand nimmt Kolumbus die Ketten ab, ist ein Historiengemälde von Emanuel Leutze aus dem Jahr 1843. Im Stil der Düsseldorfer Malerschule behandelt es als drittes von wenigstens sechs Bildern des Malers die Geschichte von Christoph Kolumbus.

## Beschreibung und Bedeutung
In einem imaginierten Thronsaal der Alhambra, in dem Königin Isabella I. von Kastilien und ihr Gemahl Ferdinand II. von Aragon unter einem Baldachin Platz genommen haben, ist Christoph Kolumbus am 17. Dezember 1500 nach seiner dritten Seefahrt erschienen, um sich vor den Katholischen Königen, von denen er 1492 den Auftrag zur Entdeckung eines Seewegs nach Indien bekommen hatte, zu rechtfertigen. Auf dem Boden liegen die Ketten, in die ihn der neue Vizekönig Francisco de Bobadilla in Santo Domingo auf Hispaniola nach Vorwürfen von spanischen Siedlern hatte legen lassen und in denen er nach Spanien gebracht worden war. Kolumbus hatte sich geweigert, die Ketten abzulegen, bis er vor die Könige trat und die Begnadigung erhielt. Im Unterschied zu Vasco da Gama, der 1498 den Seeweg durch Umschiffung Afrikas gefunden hatte, hatten seine Seefahrten in die Neue Welt ihr eigentliches Ziel verfehlt, aber zur Entdeckung Amerikas 1492 und zur Begründung eines spanischen Kolonialreichs geführt. Seinerzeit bestand allerdings weder bei Kolumbus noch in seiner Umwelt ein Wissen darüber, dass ein neuer Kontinent entdeckt worden war, denn diese Auffassung setzte sich erst nach der Veröffentlichung von Amerigo Vespuccis Reisebericht Mundus Novus (1502) durch.  
In historistischer Fantasie gestaltete der Künstler den Saal mit maurischen Architekturformen und Dekoren überaus üppig, orientalisierend und eklektizistisch. Viel Gold und eine Farbenfülle auf einer Vielzahl von Mustern und Texturen vermitteln einen schwelgerischen Kolorismus. Eine Tiefenperspektive lässt den Blick des Betrachters über mehrere Arkaden in entfernt liegende Prachtgemächer schweifen.
Platziert im Vordergrund am linken Bildrand, tritt in einem figurenreichen Hofstaat neben dem Königspaar und der zentralen Figur des Kolumbus ein Kardinal hervor, geradezu ins Auge stechend durch das rote Gewand mit Galero. Wie das Königspaar nimmt er in Sitzhaltung die Erklärungen des Seefahrers entgegen, mit einem Ausdruck der Nachdenklichkeit. Dargestellt in einer Figurengruppe auf der rechten Bildseite ist ein weiterer hoher Geistlicher zu sehen, dem sein Stand erlaubt, auf einem Stuhl zu sitzen. Vertieft ist dieser, etwas mürrisch schauend, in das Studium einer Karte, die offenbar die entdeckten Länder darstellt. Gerüstet in einen Brustharnisch steht neben ihm ein Ritter, der mit angewinkelten Armen und einer gewissen Empörung in seiner Miene zum Ausdruck bringt, dass der Seefahrer am Königshof Zweifeln und Anfechtungen begegnet. Während ein Page am unteren rechten Bildrand, vom Hauptereignis unbeeindruckt, mit einer Draperie spielt, richtet sich der Blick König Ferdinands versonnen in die Tiefe des Raums. Unterdessen zeigt sich Königin Isabella von den Erklärungen des Seefahrers gelangweilt oder genervt. Als habe sie Kopfschmerzen, fasst sie sich an die Stirn. Sie scheint sich abzuwenden und ihr Blick ist gesenkt. Mit dem Ausdruck von Desinteresse hängt ihr rechter Arm schlaff über der Lehne ihres Throns.
In einem dunklen Gewand mit Pelzbesatz steht im Mittelpunkt der Szene Christoph Kolumbus als Mann reifen Alters. Nicht nur durch seine statuarische Position im Zentrum der theatralischen Komposition ist er hervorgehoben. Die Beleuchtung, die der Maler wählte, betont sein markantes Profil mit hoher Stirn und tiefen verschatteten Augenhöhlen. Schmachvollen Vorwürfen ausgesetzt, ringt er um Wiederherstellung seiner Ehre. Er beteuert seine Unschuld, die sein Gesichtsausdruck ebenso wie die Geste seiner Rechten, mit der er sich auf die Brust fasst, unterstreicht. Mit der Linken verweist er auf die Karte mit seinen Entdeckungen. Künstlerisch vorgeführt wird so ein dramatischer Moment der tragischen Figur eines Genies und Helden der Menschheitsgeschichte.

## Entstehung und Rezeption
Der deutsch-amerikanische Maler Emanuel Leutze reiste nach einer ersten Ausbildung in der Malerei, die er in Philadelphia erhalten hatte, nach Europa, um an der Kunstakademie Düsseldorf eine akademische Ausbildung als Kunstmaler zu erhalten. 1841/1842 war er Schüler bei dem Akademiedirektor Wilhelm Schadow. In dieser Zeit begann er damit, die erworbenen Kenntnisse in der Historienmalerei der Düsseldorfer Schule auf amerikanische Geschichtsthemen und Identitätsdiskurse anzuwenden.
In der Schilderung des historischen Stoffes folgte Leutze dem zeitgenössischen amerikanischen Schriftsteller Washington Irving, der 1828 durch eine Biografie über Kolumbus dessen geschichtliche Bedeutung in Form einer teilweise fiktionalen Erzählung einem breiten Publikum vermittelt hatte, auch die Episode seiner Verhaftung und Begnadigung im Jahr 1500. Aus dem Englischen übersetzt war diese Biografie noch im gleichen Jahr in Frankfurt am Main in deutscher Sprache erschienen. Zur Entwicklung von Vorstellungen über den Ort des Geschehens mag ihm Irvings 1829 veröffentlichte Schrift Tales of the Alhambra gedient haben, die auch auf Deutsch erschien.

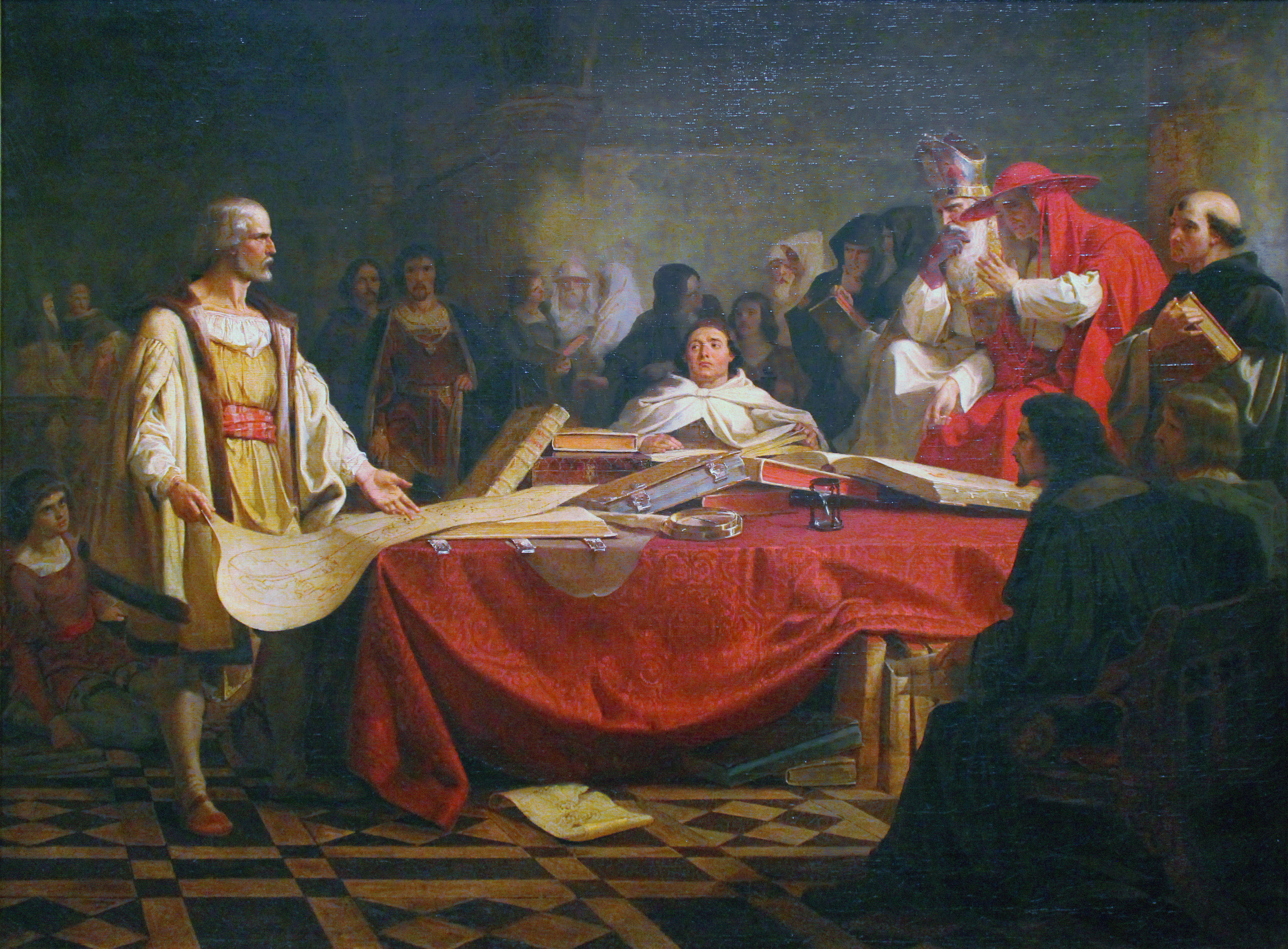
Emanuel Leutze: Columbus Before the Council of Salamanca, 1841, Louvre, Paris

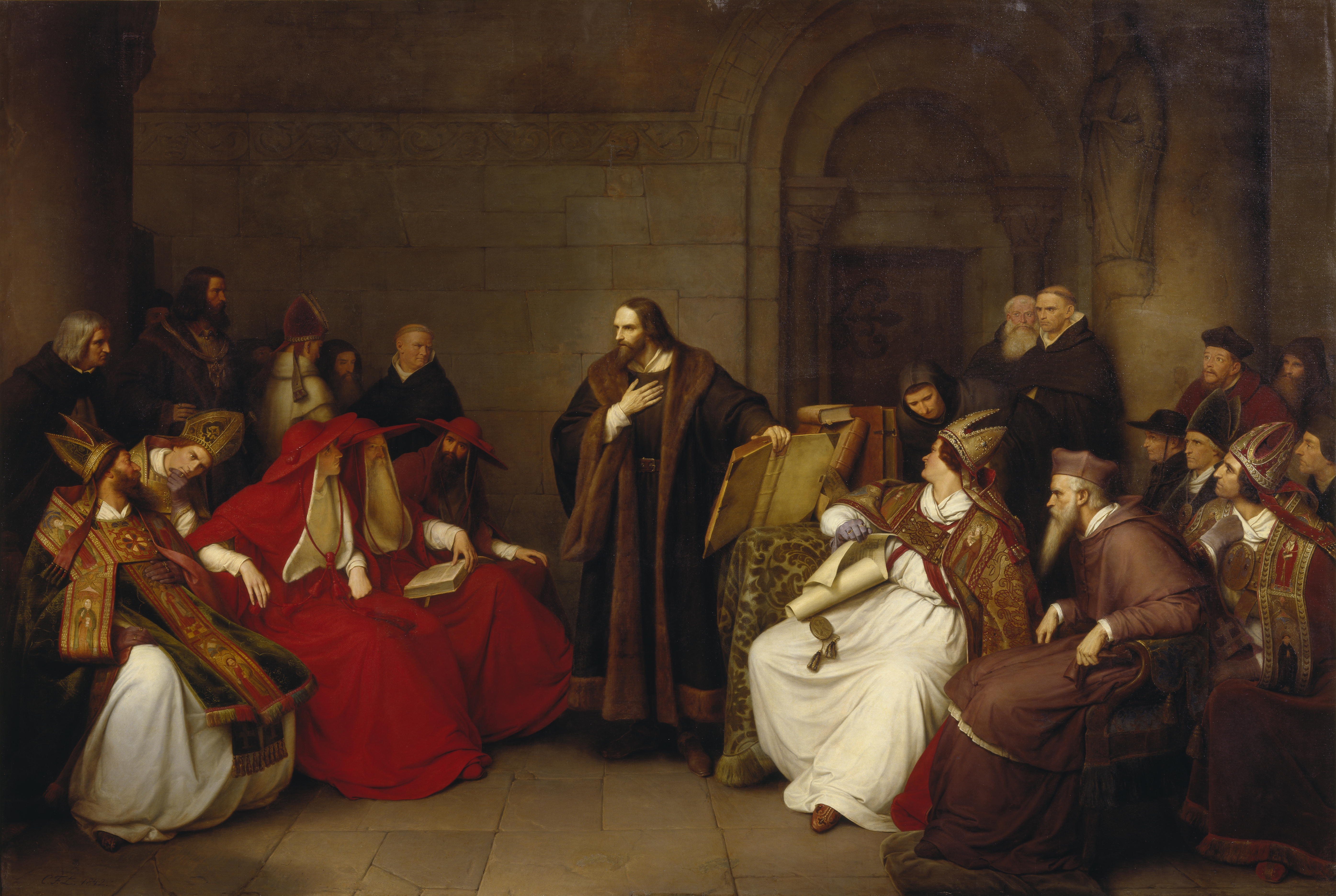
Carl Friedrich Lessing: Jan Hus zu Konstanz, 1842, Städelsches Kunstinstitut, Frankfurt am Main

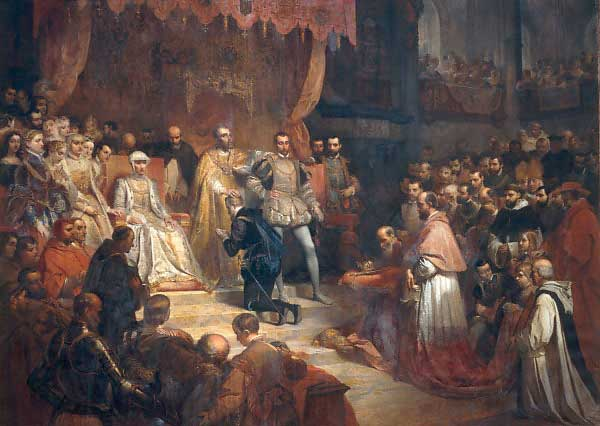
Louis Gallait: Die Abdankung Karls V., 1841, Königliche Museen der Schönen Künste, Brüssel

Das Bild Columbus Before the Queen ist das dritte in einem Werkzyklus über die Figur Kolumbus. Es entstand 1843 bei einem Aufenthalt im Atelier von Wilhelm Kaulbach in München, wohin er gekommen war, um Alte Meister in der Pinakothek sowie zeitgenössische Historienmalerei von Peter von Cornelius und Kaulbach zu studieren. Das erste Werk der Reihe, Columbus Before the Council of Salamanca (1841), war in Düsseldorf entstanden und hatte zunächst der Kunstverein für die Rheinlande und Westfalen erworben. Leutze hatte den Zyklus sodann mit dem Werk The Return of Columbus in Chains to Cadiz (1842) fortgesetzt, mit dieser Arbeit auf einer Ausstellung in Brüssel eine Goldmedaille gewonnen und sie bald darauf an die Apollo Association verkauft.
In der Komposition ist Columbus Before the Queen von Leutzes Vorbild Carl Friedrich Lessing geprägt, insbesondere von dessen Werk Jan Hus zu Konstanz, das 1842 entstanden war und etliche Parallelen zu Leutzes Arbeit aufweist. Im idealisierenden Geschichtsverständnis des 19. Jahrhunderts und mit den künstlerischen Techniken der Düsseldorfer Schule dramatisierte und heroisierte Leutze Kolumbus, so wie dies Lessing bei der Figur des Reformators Jan Hus vorexerziert hatte. Auffallend sind aber nicht nur die Übereinstimmungen in der Darstellung der Hauptfigur, sondern auch jene in der Darstellung der Kardinals am linken Bildrand. 
Durch die Kolumbusbilder gelang es Leutze aus der Sicht des zeitgenössischen Malers und Biografen Rudolf Wiegmann in „schöpferische[r] Phantasie“, „lebendige[r] Charakterauffassung“ und „ungemeine[r] Gewandtheit in der Composition“ ansprechende Bildthemen zu finden, mit „Ideen, von denen die heutige Menschheit bewegt wird“. Sie stellten den „Kampf der Wissenschaft und Forschung gegen sich überhebende Autorität und Aberglauben“ dar, den Kampf eines „freien selbstbewußten Charakters gegen Cabale und Neid“.
Mit Blick auf den US-amerikanischen Markt und US-amerikanische Rezipienten, für die das Bild geschaffen war, erkannte der moderne Kunsthistoriker Thomas W. Gaehtgens inhaltlich darüber hinaus einen starken Bezug auf Louis Gallaits Gemälde Die Abdankung Karls V. (1841) sowie ein Narrativ im Sinne der Nationenbildung. Als Ikone eines geschichtlichen Wendepunktes habe Leutze in der Figur des Kolumbus einen „Gründungsvater Amerikas“ und in der Szene einen „Keim für die amerikanische Unabhängigkeit und Demokratie“ dargestellt. Obwohl vorgeführt als Angeklagter, erscheine Kolumbus nobel, ruhig und argumentativ, als „freier Mann“, entschlossen und königlicher als die Majestäten und Höflinge, vor denen er zu Gericht steht.

## Provenienz
Das Bild erwarb der New Yorker Kaufmann und Kunstsammler Abraham M. Cozzens. Bald nach dessen Tod im Jahr 1868 kam es durch eine Auktion in den Kunsthandel und gelangte in private Sammlungen (Jonathan Sturges, Henry Sturges, Mrs. Henry Sturges, Mrs. James H. Frier). Später wurde es über den Dick S. Ramsay Fund und den Healy Purchase Fund B vom Brooklyn Museum, New York City, erworben.